# Струнный квартет № 10 (Шостакович)
Струнный квартет № 10 Ля-бемоль мажор, соч. 118 — струнный квартет Дмитрия Шостаковича.
Десятый квартет, посвящённый другу Шостаковича, композитору Мечиславу Вайнбергу, был закончен в июле 1964 года в Дилижане (Армения). 
Четырёхчастный квартет, составленный на резких контрастах, типичен для Шостаковича той поры: апатичная и нерешительная интродукция (Andante) сменяется буквально яростным (furioso, как обозначил сам композитор) Allegretto. За ним следует Adagio в форме вариаций на лирическую тему для виолончели, и финал с его главной темой.

## Строение квартета
Квартет состоит из четырёх частей:
- 1. Andante
- 2. Allegretto furioso
- 3. Adagio
- 4. Allegretto